# Ладислав (Хорватія)
45°41′ пн. ш. 17°01′ сх. д. / 45.69° пн. ш. 17.01° сх. д.
Ладислав (хорв. Ladislav) — населений пункт у Хорватії, у Б'єловарсько-Білогорській жупанії у складі громади Герцеговаць.

## Населення
Населення за даними перепису 2011 року становило 367 осіб.
Динаміка чисельності населення поселення: